# 郑继周
郑继周（1907年—1981年4月26日}，字少庭，山西省翼城里砦村人，中華民國國軍陆军少将。
自太原一中毕业后，先後就讀保定陆军学校、山西军官学院，並在晋军任职，曾任太原保安司令等职。1944年擔任國軍第43军70师少将师长，1947年任第34军暂编45师师长，1948年太原戰役戰役中，於10月6日在山西被俘。被俘后，于1948年12月5日在人民日报上发表了《投降起义才是生路》，接受共产党建议起义。
1981年4月26日在北京协和医院病逝。